# Pandemia de COVID-19 en la Ciudad de México
El primer caso del virus SARS-CoV-2 en México se dio el día 28 de febrero del 2020 y fue hasta el 11 de marzo de ese mismo año que se declaró una declaración de pandemia dentro del país. En la ciudad se tuvo el primer caso positivo a COVID-19 en Tlalpan, originado por un extranjero que llegaba de un viaje a Italia. Por lo que la Ciudad de México (CDMX) entró en un periodo de confinamiento, en el cual se declaró necesaria la suspensión de actividades de la Administración Pública de la CDMX, con el fin de evitar el contagio del virus.

## Actualización de datos
Hasta el 19 de enero del 2022, se tienen 86.843 casos activos, 1.109,842 confirmados acumulados y 52,551 defunciones. De igual manera, se tiene una tasa de positividad del 38%, la mayor hasta el momento.

## Sistema de Vacunación

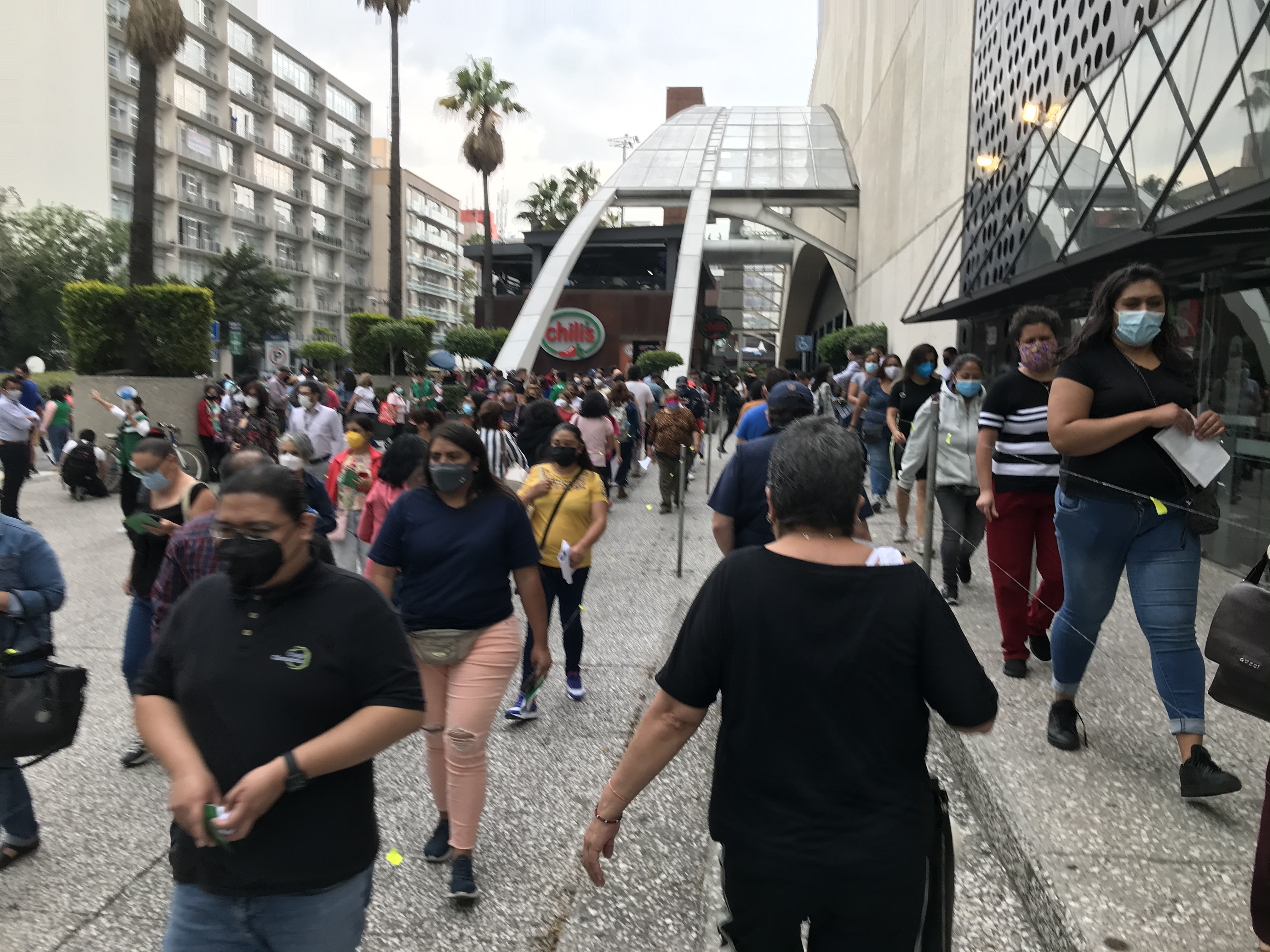
Vacunación contra la COVID-19 en Ciudad de México.

El Plan Nacional de Vacunación consta de 5 fases, las cuales empezaron con los sectores que tenían mayor riesgo de contagio. La etapa 1 fue de diciembre de 2020 a febrero de 2021, donde se dio prioridad al personal de salud que estaba en contacto directo con pacientes covid-19. La etapa 2 se dio de febrero a mayo del mismo año, en el cual se vacunó a personas de 60 años para adelante, al resto del personal médico y a personal educativo. La etapa 3 fue de mayo a junio, donde se abrió a personas de entre 50 a 59 años y personas gestantes de 18 años. La etapa 4 de junio a julio atendió a personas de 40 a 49 años. Por último, la etapa 5 busca inmunizar al resto de la población de julio del 2021 a marzo del 2022.
Hasta el 14 de octubre del 2021 dentro de la CDMX se tuvo alrededor del 81% de la población con un esquema de vacunación completo y un 98.7 con una dosis de vacunación.
Las vacunas que han sido autorizadas de emergencia por la Comisión Federal para la Protección contra Riesgos Sanitarios (Cofepris) son las siguientes: Pfizer-BioNTech, Cansino, Oxford-AstraZeneca, Sinovac, Moderna, Johnson & Johnson, COVAX y Sputnik V.

## Semáforos
El Gobierno de la Ciudad de México implementó a inicios de la pandemia un semáforo epidemiológico COVID-19, el cual cambia de acuerdo al avance del virus a nivel local. Este consta de 4 colores, cada uno de estos impactan en las regulaciones de medidas anti covid que la población debe realizar.
- Semáforo Verde: No existe algún tipo de restricción en la movilidad, se pueden llevar a cabo actividades económicas, sociales, educativas y de entretenimiento.
- Semáforo Amarillo: Los establecimientos, eventos sociales, restaurantes y comercios tendrán un aforo del 75%, en el cual es obligatorio usar el cubrebocas.
- Semáforo Naranja: Las actividades se verán reducidas a un 50% de aforo, uso de cubrebocas obligatorio y una reducción en la movilidad.
- Semáforo Rojo:  Se recomienda no salir, la mayor parte de las actividades de índole económica y social se verán afectadas dependiendo de las autoridades, uso de cubrebocas obligatorio.

En adición a esto, se tiene que seguir el programa de Sana Distancia, en el cual se deben llevar a cabo las siguientes medidas de prevención:
- Lavado de manos (frecuente)
- Uso de gel antibacterial
- Uso de etiqueta respiratoria
- Evitar saludar de mano o beso

Hasta el 3 de diciembre de 2021 la CDMX se encuentra en semáforo verde, teniendo un nivel bajo de hospitalización y de casos positivos.

## Portal de Datos Abiertos CDMX
El Gobierno de la Ciudad de México ha creado una sección dentro de su plataforma sobre el COVID-19, en la cual se pueden encontrar datos de salud pública, actualización de casos positivos, hospitalización por covid, apoyos económicos, gastos públicos, entre otros. Se busca que los datos sean transparentes y de fácil acceso para la población en general. Por lo que los informes son constantemente actualizados, con el fin de proporcionar información verídica y vigente.

## Controversias

###### Caso LATAM PHARMA
El plan de vacunación ha generado ciertas controversias relacionadas con la planeación, la compra y distribución de vacunas y el desabasto de estas. Un caso en particular es el de la adquisición de vacunas contra COVID-19 de marca CANSINO por parte del gobierno mexicano a la LATAM PHARMA. Dicha empresa fue creada en Suiza y contaba solo con 4 empleados, aparte de ser registrada a los pocos días, uno de los principales involucrados fue Luis Doporto, el cual era uno de los principales beneficiarios. Lo cual involucra a un caso no solo de falta de transparencia, sino también de corrupción y desvío de recursos.

###### Validez de las cifras oficiales
La Ciudad de México se ha visto afectada en diversos factores a lo largo de la pandemia, lo cual se puede observar en la falta de transparencia en los datos que ha liberado el gobierno mexicano. Se ha tenido un incremento desproporcionado dentro de los casos de COVID-19 en comparación a los de otro estado, lo cual se debe a la manipulación por parte de las autoridades en los datos reales. De igual manera, los gastos destinados por parte del gobierno para combatir el covid dentro de la CDMX se han visto comprometidos. Se han reportado casos donde alrededor de 7 mil 102 millones de pesos, que ha destinado el gobierno de Ciudad de México, no han tenido los padrones correspondientes, por lo que no se puede saber que uso y a quien se va destinar esa cantidad.

## Estadísticas
Estadísticas del número de casos en la Ciudad de México